# Социокультурный подход в образовании
Социокультурный подход в образовании — научно-педагогическое направление, суть которого состоит в том, что жизненное разнообразие признаётся важнейшим ресурсом, отправным моментом для анализа ситуации, выявления образовательных проблем и их решения, основой развития образовательной практики.
Его последователи полагают, что освоение знаний и умений детьми должно следовать за освоением культуры человеческих отношений, а не наоборот. В числе основных характеристик социокультурного подхода — использование образования как инструмента развития территории, решения социально-экономических и других жизненных проблем местных сообществ.

## Исторические основания и предшественники

### 1. Школоведение
Прямой исторический предшественник социокультурного подхода — школоведение как специальная область педагогических исследований. Школоведение в России оформилось на рубеже XIX—XX вв. в работах ряда выдающихся деятелей российского образования, прежде всего, Н. В. Чехова, В. И. Чарнолуского и Н. H. Иорданского, и активно развивалось вплоть до 1930-х годов.
В центре его внимания была самоорганизация людей внутри и вокруг школы, единая — школьная и внешкольная — образовательная среда данной местности, осознание главных задач школы и выбор адекватного этим задачам типа школьного обучения.
В 1950-х годах взгляды наиболее видного советского школоведа Н. Н. Иорданского подверглись критике как «чрезмерно расширительные» — под влиянием этой критики предмет школоведения был сужен до выявления лишь административных взаимоотношений. Так в послевоенном СССР школоведение свелось к теме администрирования и управления школой, а в постсоветские годы его и вовсе стало принято полностью подменять проблематикой управления.
Несмотря на это, ряд выдающихся педагогических исследователей и директоров школ и в 1950-е — 1980-е гг. продолжали рассматривать организацию школьной жизни с точки зрения её социального и культурного контекста, привязки к заботам, интересам и идеалам жителей той местности, где школа располагается, многообразия типов образовательных ситуаций, школ, педагогов, детских коллективов: таковы, прежде всего, работы В. А. Сухомлинского, М. Н. Скаткина, Э. Г. Костяшкина, Ш. А. Амонашвили. Эти работы непосредственно связывают традиции школоведения начала XX века с формированием социокультурного подхода в образовании в 1990-е годы.
Кроме того, во многом его направленность предвосхищали исторический опыт и идеи С. Т. Шацкого, носящие в том числе и школоведческий характер.

### 2. Научное наследие Л. С. Выготского
После смерти Л. С. Выготского направление, развивающее его психологические идеи, приобретало разные названия, самым распространённым из которых стало «культурно-историческая психология». Существует личная преемственность между учениками Л. С. Выготского и разработчиками социокультурного подхода в образовании (в частности, через А. В. Запорожца), но особенно значим ряд теоретических положений, выдвинутых Л. С. Выготским; в первую очередь, это:
- идея «культурного посредничества» (англ. Cultural mediation), связанная с осмыслением символического контекста межличностных взаимодействий — того, как инструменты культуры (прежде всего, знаково-символические), выступают средством овладения человеком собственной психикой, сознанием, личностью[12];
- акцент на социальной ситуации развития как исходном моменте для всех динамических изменений в развитии ребёнка в каждый возрастной период[13];
- раскрытие принципиально не адаптивного, а творческого характера нормального развития психических процессов у ребёнка (человек реализует возможности, заложенные в социальной ситуации развития, а не шаблонно «формируется средой» в качестве объекта).

Некоторые западные исследователи сочетание «социокультурный подход» используют для характеристики всей концепции Л. С. Выготского, подчёркивая свой интерес к тому, «как культурно-исторический подход к умственным действиям располагается в культурном, историческом и институциональном окружении».
Социальный конструктивизм — психолого-педагогическое направление, которое динамично развивается в XXI веке в Европе и США, с одной стороны, в решающей степени опирается на научное наследие Л. С. Выготского, с другой — во многих своих выводах сближается с принципами социокультурного подхода в образовании.

### 3. Педагогика сотрудничества
Основания Педагогики сотрудничества были обобщённо сформулированы в 1986 г. в «Отчёте о встрече учителей-экспериментаторов» (приобретшим в дальнейшем известность как манифест «Педагогика сотрудничества»). С точки зрения его авторов, главное противоречие современного общего образования возникает между необходимостью обучения всех детей, с самыми разными интересами и способностями, «без отсева и отбора» — и необходимостью обучения их ненасильственными методами, не подавляя их человеческого достоинства.
Манифест «Педагогика сотрудничества» и иные работы его авторов подчёркивали, что подобная задача не стояла перед системами образования предыдущих эпох и с ней не справиться лишь за счёт добросовестности и творческой интуиции обычных учителей, если они продолжают следовать традиционным школьным правилам. Решение задач современной «школы для всех» связано с глубоким изменением методов преподавания, принципов организации учебной жизни и отношений между учителями и учениками, между школьниками в процессе их образования, между школой и родителями.
Возможные варианты подхода к созданию школы, успешной для всех учеников, были предложены в теоретических работах и практическом опыте Ш. А. Амонашвили, С. Л. Соловейчика, И. П. Иванова, В. Ф. Шаталова, И. П. Волкова, В. М. Григорьева, Б. П. Никитина и других. Системность предложенных в манифесте «Педагогика сотрудничества» дидактических идей и применимость конкретных методических решений остаётся дискуссионной; но историческое значение приобрело само прозвучавшее тогда требование к изменению доминирующего типа отношений внутри школьных классов и вокруг школы: перехода от системы соподчинения «по вертикали» — к установлению отношений сотрудничества и равноправия, необходимость использования для такого перехода специально разработанных педагогических методов и новых общественных практик.
Ключевые идеи Педагогики сотрудничества послужили одним из главных импульсов массового общественно-педагогического движения на рубеже 1980-х — 1990-х годов.

### 4. Этнокультурный опыт, традиции национального и семейного образования
Внимание к особенностям и возможностям исторически складывавшихся национально-культурных практик воспитания детей — важнейшая сторона социокультурного подхода в образовании. Речь идёт, прежде всего, о неформальном образовании — семейном и общественном — с помощью которого национальные сообщества сохраняли основы своего уклада жизни, передавали хозяйственные умения, нравственные ценности и традиции вне зависимости от того или иного направления государственной школьной политики.

### 5. Международное сотрудничество в образовании
Окончательному оформлению подхода способствовало широкое знакомство (со второй половины 1980-х годов) многих советских педагогов и учёных с представителями западных общественно-педагогических инициатив и профессиональных ассоциаций, их идеями и опытом. С одной стороны, речь шла об изучении европейских форм общественно-образовательного взаимодействия: моделей сотрудничества местных сообществ, школ, профессионального образования и хозяйственных предприятий. С другой — о влиянии международных педагогических практик, чьи идеи близки принципам социокультурного подхода (и в тех или иных аспектах совпадают с ними), в частности: прогрессивного образования (англ. Progressive education), развивающего идеи Д. Дьюи, педагогики (фр. Pédagogie Freinet) Френе, продуктивного обучения (в том числе международного движения «Город как школа») и др.
Сам принцип открытости к международному опыту и заинтересованности в международном и межрегиональном сотрудничестве педагогов-практиков стал характерной чертой последователей социокультурного подхода в образовании.

## Основные направления
Термин «социокультурный» как ключевую характеристику предлагаемых ими подходов к образованию независимо друг от друга начали активно использовать на рубеже 1980-х — 1990-х годов А. М. Цирульников в связи с исследованием и проектированием образовательных систем на местном и региональном уровне и Е. Е. Шулешко в связи с распространением системы ровеснического образования в детских садах и начальных классах. (Одновременно этот термин рядом авторов — прежде всего, В. С. Собкиным — стал схожим образом применяться и в сфере социологических исследований в образовании.)
Три взаимосвязанных направления задают общее смысловое поле подхода:
1) Признание детско-взрослых образовательных сообществ ключевым ресурсом образования
Е. Е. Шулешко подчёркивал: «Для нас суть социокультурного подхода — в саморазвитии детского сообщества, в организации такой жизни детей, при которой формирующееся поколение ровесников осваивает и сохраняет старые культурные традиции, и, незаметно для себя, создаёт традиции новые».
В этой связи к социокультурному подходу примыкает ряд практических и теоретических разработок, сложившихся независимо от него, но ставших частью его инструментария. В частности:
- представления об укладе жизни школы как важнейшем аспекте содержания образования (опыт и работы А. Н. Тубельского[25]);
- представления о со-бытийной детско-взрослой образовательной общности (работы В. И. Слободчикова[26]);
- представления о клубного типа разновозрастном сообществе, соединяющем в событиях своей жизни педагогические, интимно-личностные и культурно-значимые ценности (опыт и работы Т. В. Бабушкиной[27]);
- представления о культурных практиках детства (работы Н. Б. Крыловой[28])

2) Взаимозависимость целей, содержания и организации внутришкольного образования с контекстом жизни, традициями, хозяйственной практикой и моральными ценностями людей данной местности.
Установление таких связей раскрывает культурно-образовательные возможности местной педагогики. При этом переносится акцент с оценки наличного положения дел на осознание неиспользуемых возможностей местной жизни, с обсуждения детских способностей на внимание к детским возможностям. Такая расстановка акцентов определяет демократичный и открытый к многообразию перспектив стиль реализации социокультурного подхода.
3) Необходимость создания инфраструктуры педагогического сотрудничества для поддержки любых значимых педагогических новшеств.

## Инструменты социокультурной экспертизы и проектирования образования
Социокультурный подход предполагает формирование у педагога экспертной позиции по отношению к профессиональной деятельности, а в отношении значимых организационно-образовательных перемен — сочетание экспертной, практико-педагогической и проектировочной работы.
На основе обширного опыта такой работы академиком РАО А. М. Цирульниковым выделены пять эффективных технологических инструментов:
- метод анализа социокультурной ситуации, в основе которого лежит идентификация ключевой образовательной проблемы и поиск средств её разрешения за счёт анализа культурного поля, выбора и развития конкретной модели развития[34];
- технология социокультурного проектирования[35], предполагающая создание таких проектов, в которых образование выступает ресурсом и инструментом решения жизненной проблемы сообщества;
- технология образовательной сети, обеспечивающая самоорганизацию и взаимодействие разных культурно‑образовательных инициатив[36]; она предполагает стимулировать локальные культурные-образовательные инициативы, связывать их в сети взаимодействия, опираясь на разнообразие деятельности местных сообществ (школы при этом выступают лишь одним из равноправных элементов более широкой социально-образовательной системы)[37];
- образовательная и исследовательская экспедиции[38] соединяет условия непрограммируемого и непредсказуемого путешествия с традиционными и нетрадиционными формами педагогического исследования; в ходе такой экспедиции не только собирается исследовательский материал, но и происходит практическая работа с учителями, управленцами, местным населением: совместный анализ ситуации, выработка новых проектных решений, обучение кадров, запуск инновационных процессов, становление образовательного сообщества;
- образовательная ярмарка[39], в которой воплощена технология стимулирования, презентации и развития социокультурных образовательных проектов и сообществ; это сетевой проект, обеспечивающий встречу различных культурно-образовательных инициатив по правилам ярмарочного действа, с его особым укладом и пестротой участников, между которыми возникают разнообразные отношения.

## Модели общественно-педагогического сотрудничества в социокультурных проектах
- гостевой обмен опытом педагогов[40];
- инновационные комплексы в сфере образования, объединяющие причастных к конкретной педагогической практике учёных, педагогов, управленцев, образовательные и исследовательские учреждения[41];
- поселковые, муниципальные и региональные группы анализа, проектирования и поддержки инновационных образовательных процессов[42];
- проектно-аналитические семинары и курсы, дистанционные видеоконференции[43];
- сетевые межрайонные объединения организаций из сфер образования и культуры[44];
- центры образования для всех категорий местного населения[45].

## Социокультурный подход как альтернатива административно-технологическому
В сфере образовательной политики сторонники социокультурного подхода последовательно противопоставляли его административно-технологическому, традиционно доминирующему в российской образовательной политике.

По формулировке акад. РАО А. Г. Асмолова:
«Само понятие социокультурности предполагает отношение к образованию как к опережающему, прогнозирующему институту развития общества. Возможны два принципиально разных подхода: или образование плетётся в хвосте общества, решает задачу адаптации, воспроизводства существующего образа жизни, либо — и здесь совсем другая логика — выполняет дерзкие, „окаянные“ функции, предлагая те или иные проекты будущего. Образование в социокультурном смысле — это проектирование будущего».
В 2000-е годы сложились представления о принципах и возможных перспективах социокультурной модернизации образования на уровне региональной или общегосударственной политики. Они связаны с переменой общепринятых взглядов на образование (казавшееся второстепенным: территориально-географические, культурные, этнорегиональные особенности, местный опыт — становится наиболее существенным). Социокультурный подход к исследованиям Празднично-игровых традиций и иноваций в сфере Детства стал темой цикла специальных межрегиональных конференций по Празднично-Игровой Культуре (ПИК) Детства проводимых в Москве, Вологде, Иркутске в 2003—2015 гг. под руководством В. З. Вульфова, С. В. Григорьева, А. С. Фролова и др. Это нашло отражение в коллективной монографии «Празднично игровая культура семьи и детства» (2008, 2009) и целой серии публикаций
Стратегические ориентиры социокультурной модернизации:
- ориентация на сложность и разнообразие;
- развитие существующего местного опыта вместо утопического проектирования всеобщего нового порядка;
- самоорганизация и саморазвитие образовательных сообществ;
- субъектно-системный подход и диалектика самопроцессов Развития
- использование образования как инструмента решения жизненных проблем населения.

## Региональный опыт
Социокультурный подход в практике управления образованием, в различных проектах и программах, в обучении и переподготовке педагогов, формировании взаимодействия структур образования и местных сообществ осознанно использовался в 1990-е годы в ряде областей и республик, среди которых можно выделить Новгородскую обл. и Республику Карелия. В Красноярском крае без использования термина «социокультурный» аналогичный подход во многих аспектах преобладал в региональной образовательной политике в 1990-е годы. (Речь идёт о признании и поддержке различных образовательных инициатив, инфраструктурном обеспечении значимых инноваций, общественно-государственном соуправлении, налаживании сетевого взаимодействия, об активном обеспечении общероссийского и международного научно-педагогического сотрудничества школьных коллективов, вариативных моделях реформирования образовательных учреждений, об адекватных нормативных документах и т. д. Характерно, что именно в Красноярском крае наиболее широкое распространение получила в те годы и педагогика Е. Е. Шулешко).
С начала 2000-х годов безусловным лидером стала Республика Саха (Якутия). Масштабы социокультурной модернизации в Якутии уникальны на общероссийском уровне по своей последовательности, интенсивности, системному управленческому и научному сопровождению.
В Якутии произошло утверждение социокультурного анализа образовательной практики как нормы и основы политических и управленческих решений; осуществляется большое число социокультурных проектов — как масштаба отдельной школы или села, так и межрайонных, имеющих стратегическое значение для республики (например, проекты межмуниципальной системы образования «Трасса», проект «Дуальное обучение в условиях добывающей промышленности», проект «Политехнический полигон школ, расположенных вдоль железной дороги» в окрестностях новопостроенной Амуро-Якутской железной дороги), складываются переговорные площадки представителей разных возрастных и социально-профессиональных групп населения, обеспечивающих определённые процедуры формирования общественных образовательных договоров. Принят целый ряд региональных законодательных и нормативных актов в поддержку образования (в частности, в 2010 г. — «Концепция социокультурной модернизации образования в Республике Саха (Якутия)»). Сложилась разветвлённая методическая база для подготовки специалистов, различные формы социокультурного анализа и проектирования используются на всех уровнях в большинстве муниципалитетов (например, действуют школьные, поселковые, муниципальные и региональные экспертные группы).

## Цитаты
«В институтах будущим педагогам демонстрируют дидактический взгляд на профессию. Студентов убеждают, что их будущий профессионализм опирается на умелое распределение требований в пределах заданных классификаций и логически выверенное применение методических приёмов. В последние годы отвоёвывают своё место в образовании психологи, внушающие, что работа с ребёнком должна исходить из умения определять правильную диагностику его состояния по тем или иным симптомам.
Мы полагаем, что и психологический, и дидактический подходы могут находить своё место в понимании проблем образования, но попытка любого из этих направлений доминировать подталкивает народное образование к неудачам.
Наш взгляд на педагогику можно обозначить как социокультурный. Мы полагаем, что полноценное освоение культурных навыков возможно лишь через освоение культуры человеческих отношений… Социокультурная норма ˝быть ровесником и учащимся˝ становится воспроизводимой, предсказуемой в педагогическом процессе тогда, когда её началом, основой становится родная культура народа. Культура, реально воспринимаемая через освоение обычаев, обрядов, ритуалов, привычек. Её исходные образы — такие, как письменный язык, народные песни, танцы, обычаи трудиться и праздновать, ритуалы гостевых встреч и подобные им — и есть начальное образование культурного наследия в умах и сердцах детей».— Е. Шулешко

«Без контекста любой текст бессмыслен. Школа, в силу своей ведомственности, закрытости, пытается ˝читать˝ себя, свои собственные тексты и процессы, но при таком подходе мало что оказывается понятым. Чтобы прочесть себя, свой текст, я должен вчитываться — в другой. Школа в социокультурном контексте — это школа, преодолевающая свою закрытость и ограниченность, ˝читающая˝ текст социума, культуры, жизни, чтобы понять себя».— Н. Бугаев

«Ведущую роль в социокультурной модернизации в современном мире играют так называемые постматериалистические ценности (ценности самореализации и саморазвития человека), человеческий капитал как двигатель инноваций, взаимосвязь качества населения и роста благосостояния страны… Позитивная социализация предполагает поддерживающую социокультурную и доброжелательную семейную среду, а также опору на традиции культуры достоинства и гуманистических отношений». — А. Асмолов, М. Гусельцева

«Целостный взгляд на каждого конкретного ребёнка может формироваться только параллельно с формированием целостного взгляда на обстоятельства детской жизни в определённом месте в определённое время. Если нечто различно (как ребёнок от ребёнка), то его же должно узреть в целом: то есть в ребёнке увидеть детство». — Е. Шулешко